# Liste der Baudenkmale in Prezelle
In der Liste der Baudenkmale in Prezelle sind alle Baudenkmale der niedersächsischen Gemeinde Prezelle aufgelistet. Die Quelle der Baudenkmale und der Beschreibungen ist der Denkmalatlas Niedersachsen. Der Stand der Liste ist der 16. Februar 2021.

## Allgemein
In den Spalten befinden sich folgende Informationen:
- Lage: die Adresse des Baudenkmales und die geographischen Koordinaten. Kartenansicht, um Koordinaten zu setzen. In der Kartenansicht sind Baudenkmale ohne Koordinaten mit einem roten Marker dargestellt und können in der Karte gesetzt werden. Baudenkmale ohne Bild sind mit einem blauen Marker gekennzeichnet, Baudenkmale mit Bild mit einem grünen Marker.
- Bezeichnung: Bezeichnung des Baudenkmales
- Beschreibung: die Beschreibung des Baudenkmales. Unter § 3 Abs. 2 NDSchG werden Einzeldenkmale und unter § 3 Abs. 3 NDSchG Gruppen baulicher Anlagen und deren Bestandteile ausgewiesen.
- ID: die Objekt-ID des Baudenkmales
- Bild: ein Bild des Baudenkmales, ggf. zusätzlich mit einem Link zu weiteren Fotos des Baudenkmals im Medienarchiv Wikimedia Commons. Wenn man auf das Kamerasymbol klickt, können Fotos zu Baudenkmalen aus dieser Liste hochgeladen werden:

## Prezelle

### Einzeldenkmal in Prezelle
| Lage                                           | Bezeichnung                                  | Beschreibung | ID       | Bild           |
| ---------------------------------------------- | -------------------------------------------- | --- | -------- | -------------- |
| Dorfstraße 1 52° 57′ 44″ N, 11° 24′ 10″ O      | Kirche mit umgebender Grünanlage und Mahnmal | Patronatskirche Prezelle | 30875661 | Weitere Bilder |
| Eichenring o. Nr. 52° 57′ 43″ N, 11° 24′ 26″ O | Einfriedung                                  | | 36294279 |                |
| Eichenring o. Nr. 52° 57′ 42″ N, 11° 24′ 22″ O | Leichenhalle                                 | Inschriftliche Datierung ‚1888‘. | 30875642 | BW             |
| Bäckerstraße 7 52° 57′ 50″ N, 11° 24′ 7″ O     | Wohn-/Wirtschaftsgebäude                     | Inschrift mit Datierung ‚1844‘. | 30875683 | BW             |
| Dorfstraße 20 52° 57′ 44″ N, 11° 23′ 51″ O     | Wohn-/Wirtschaftsgebäude                     | Inschrift mit Hinweis auf Brand und Datierung ‚1827‘. Nach dem Brand an neuer Stelle an der Straße nach Lanze errichtet.                                | 30875719 | BW             |
| Dorfstraße 43 52° 57′ 41″ N, 11° 24′ 6″ O      | Wohnhaus                                     | | 30875773 | BW             |
| Dorfstraße 65 52° 57′ 43″ N, 11° 23′ 57″ O     | Wohn-/Wirtschaftsgebäude                     | Inschrift mit Hinweis auf Brand und Datierung ‚1825‘. Nach dem Brand nicht an alter Stelle im Rundling, sondern an der Straße nach Lanze neu errichtet. | 30875737 | BW             |

## Lanze

### Gruppen baulicher Anlagen in Lanze
| Lage                         | Bezeichnung              | Beschreibung                                                                                  | ID       | Bild           |
| ---------------------------- | ------------------------ | --------------------------------------------------------------------------------------------- | -------- | -------------- |
| 52° 57′ 31″ N, 11° 19′ 47″ O | Siedlungskern (Ortskern) | Straßendorf, das nach einem Totalabbrand des ehemaligen Rundlings ab 1802 neu angelegt wurde. | 30828636 | Weitere Bilder |

### Einzeldenkmal in Lanze
| Lage                                    | Bezeichnung                        | Beschreibung | ID       | Bild |
| --------------------------------------- | ---------------------------------- | --- | -------- | ---- |
| Lanze 52° 57′ 31″ N, 11° 19′ 46″ O      | Allee                              | Breiter Straßenraum mit Rasenstreifen und Eichenallee. Die Hofzufahrten sind teilweise noch in Feldsteinpflaster erhalten. | 30875956 | BW   |
| Lanze 1 52° 57′ 30″ N, 11° 20′ 1″ O     | Wohn-/Wirtschaftsgebäude           | Eingeschossiges, traufständiges Querdielenhaus in Fachwerk mit Backsteinausfachung unter Halbwalmdach. | 30877300 | BW   |
| Lanze 2 52° 57′ 30″ N, 11° 19′ 59″ O    | Wohn-/Wirtschaftsgebäude           | Östliche Hälfte eines Querdielen-Doppelhauses in Fachwerk mit Backsteinausfachung unter Satteldach. | 30877281 | BW   |
| Lanze 2 A 52° 57′ 30″ N, 11° 19′ 59″ O  | Querdielen-, Doppelhaus (Wohnhaus) | Westliche Hälfte eines Querdielen-Doppelhauses in Fachwerk mit Backsteinausfachung unter Satteldach. | 41733754 | BW   |
| Lanze 3 52° 57′ 30″ N, 11° 19′ 58″ O    | Stall                              | Ein- bis anderthalbgeschossiger, langgestreckter Sichtbacksteinbau unter Satteldach. Nördlicher Teil mit Drempelgeschoss und Fensteröffnungen, südlicher Teil eingeschossig. | 30877243 | BW   |
| Lanze 3 52° 57′ 30″ N, 11° 19′ 57″ O    | Wohn-/Wirtschaftsgebäude           | Giebelständiger, zum Vierständer umgebauter ehemaliger Dreiständer-Fachwerkbau mit Backsteinausfachung unter Satteldach. Ursprünglich wohl um 1800 errichtet, Umbau laut Inschrift 1858. | 30877262 | BW   |
| Lanze 5 52° 57′ 29″ N, 11° 19′ 55″ O    | Stall                              | Langgestreckter Sichtbacksteinbau entlang der östlichen Grundstücksgrenze, mit hohem Drempel und unter Satteldach. Futterküche im Nordteil. Nordgiebel mit First- und Schulterstaffeln und Geschossgesims. | 30877185 | BW   |
| Lanze 6 52° 57′ 29″ N, 11° 19′ 53″ O    | Scheune                            | Traufständiger massiver Sichtbacksteinmauerwerksbau unter Satteldach in Doppelmuldenfalzzsteindeckung. Zwei hofseitige Quereinfahrten. | 30877090 | BW   |
| Lanze 6 52° 57′ 30″ N, 11° 19′ 54″ O    | Stall                              | Langgestreckter, eingeschossiger Sichtbacksteinbau entlang der östlichen Grundstücksgrenze, unter Satteldach. Futterküche im nördlichen Teil. Backsteinziersetzung am straßenseitigen Giebel. | 30877128 | BW   |
| Lanze 6 52° 57′ 31″ N, 11° 19′ 53″ O    | Wohnhaus                           | Zweigeschossiger traufständiger Fachwerkbau mit Backsteinausfachung auf Backsteinsockel unter Satteldach. Annähernd symmetrische Straßenfassade mit acht Fensterachsen. Leicht außermittiger Eingang mit zweiflügeliger Haustür mit Oberlicht und vorgelegten Stufen. Fachwerk mit drei Riegelebenen pro Stockwerk und Andreaskreuz-Aussteifungen in den Eckgefachen. | 30877147 | BW   |
| Lanze 9 52° 57′ 30″ N, 11° 19′ 48″ O    | Stall                              | Zweigeschossiger, giebelständiger Sichtbacksteinbau unter Satteldach in Krempziegeldeckung. | 30876976 | BW   |
| Lanze 9 52° 57′ 29″ N, 11° 19′ 47″ O    | Stall                              | Anderthalbgeschossiger Sichtbacksteinbau mit hohem Drempel unter Satteldach. Nördlicher Teil traufständig zur Straße, mit Fensteröffnungen. Südlicher Teil giebelständig zur Straße. | 30876995 | BW   |
| Lanze 9 52° 57′ 30″ N, 11° 19′ 47″ O    | Wohn-/Wirtschaftsgebäude           | Giebelständiges Vierständer-Fachwerkhaus mit Backsteinausfachung unter Halbwalmdach in Schieferdeckung. Ausgebautes Dachgeschoss am Wohnende. Zwerchhäuser in beiden Dachflächen. | 30877014 | BW   |
| Lanze 11 52° 57′ 31″ N, 11° 19′ 43″ O   | Wohn-/Wirtschaftsgebäude           | Giebelständiges Vierständer-Fachwerkhaus mit Backsteinausfachung unter Halbwalmdach in Schieferdeckung. Sehr großer Wohnteil mit ausgebautem Dachgeschoss. Zwerchhaus in der östlichen Dachfläche. | 30876938 | BW   |
| Lanze 12 52° 57′ 31″ N, 11° 19′ 41″ O   | Wohn-/Wirtschaftsgebäude           | Giebelständiges Vierständer-Fachwerkhaus mit Backsteinausfachung, teilweise massiv in Backsteinmauerwerk ersetzt, unter Satteldach. Zwerchhaus in der östlichen Dachfläche. | 30875461 | BW   |
| Lanze 13 52° 57′ 31″ N, 11° 19′ 39″ O   | Wohnhaus                           | Eingeschossiger, traufständiger Sichtbacksteinbau mit Drempel unter mit schwarzen Ziegeln gedecktem Satteldach. Mittiges, dreiachsiges Zwerchhaus unter Satteldach mit Freigespärre in der nördlichen Dachfläche. | 30875442 | BW   |
| Lanze 13 52° 57′ 29″ N, 11° 19′ 40″ O   | Scheune                            | Traufständiges, von der Straße zurückgesetztes Fachwerkgebäude mit Backsteinausfachung unter Satteldach. Hofseitige Quereinfahrt. Westlicher Teil durch eingeschobene Deckenbalken zweistöckig unterteilt. | 30876862 | BW   |
| Lanze 14 52° 57′ 31″ N, 11° 19′ 38″ O   | Wohn-/Wirtschaftsgebäude           | Giebelständiges Vierständer-Fachwerkhaus mit Backsteinausfachung unter Satteldach. Ausfachungen an den Traufseiten teilweise in Lehmstakung. Inschrift mit Datierung „1828“ am Dielentorsturz. | 30876841 | BW   |
| Lanze 14 52° 57′ 30″ N, 11° 19′ 39″ O   | Nebengebäude                       | Eingeschossiger, giebelständiger Sichtbacksteinbau unter Satteldach an der östlichen Grundstücksgrenze. Fensteröffnungen und Feuerstätten lassen auf eine ursprüngliche Nutzung als Futterküche, Waschküche, Backhaus oder Ähnliches schließen. | 36066055 | BW   |
| Lanze 17 52° 57′ 33″ N, 11° 19′ 33″ O   | Wohnhaus                           | Zweigeschossiger traufständiger Sichtbacksteinbau auf hohem Kellersockel unter Satteldach. Schmucklose, siebenachsige Fassade mit stichbogigen Fenster- und Türöffnungen. | 30876727 | BW   |
| Lanze 19 a 52° 57′ 33″ N, 11° 19′ 38″ O | Wohn-/Wirtschaftsgebäude           | Östliche Hälfte eines Doppelquerdielenhaus. Eingeschossiger, traufständiger Fachwerkbau mit Backsteinausfachung unter Halbwalmdach mit Drempel. Querdiele mit hohem, bis in den Drempel reichenden Einfahrtstor. | 30876689 | BW   |
| Lanze 19 b 52° 57′ 33″ N, 11° 19′ 37″ O | Wohn-/Wirtschaftsgebäude           | Westliche Hälfte eines Doppelquerdielenhaus. Eingeschossiger, traufständiger Fachwerkbau mit Backsteinausfachung unter Halbwalmdach mit Drempel. Querdiele mit hohem, bis in den Drempel reichenden Einfahrtstor. | 30876651 | BW   |
| Lanze 22 52° 57′ 33″ N, 11° 19′ 43″ O   | Wohn-/Wirtschaftsgebäude           | Giebelständiges Vierständer-Fachwerkhaus mit Backsteinausfachung und teilweise mit Lehmstakung unter Satteldach in Krempziegeldeckung. Inschrift mit Hinweis auf Brandereignis und Datierung „1802“. | 30876554 | BW   |
| Lanze 22 a 52° 57′ 33″ N, 11° 19′ 44″ O | Nebengebäude                       | Eingeschossiger, giebelständiger Sichtbacksteinbau mit straßenseitigem Ziergiebel und traufseitigem Zwerchhaus. Straßengiebel teilweise rekonstruiert. | 36066198 | BW   |
| Lanze 23 52° 57′ 33″ N, 11° 19′ 45″ O   | Wohnhaus                           | Traufständiger, eingeschossiger und symmetrischer Sichtbacksteinbau mit ausgebautem Dachgeschoss und unter Halbwalmdach in Krempziegeldeckung mit Fachwerkdrempel. Dreiachsiges Zwerchhaus mittig in der straßenseitigen Dachfläche. Zweiflügelige Eingangstür mit Oberlicht und vorgelegten Stufen. | 30876535 | BW   |
| Lanze 23 52° 57′ 33″ N, 11° 19′ 46″ O   | Stall                              | Anderthalbgeschossiger, giebelständiger Sichtbacksteinbau unter Satteldach auf der östlichen Grundstücksgrenze. Drempel vermutlich ursprünglich in Fachwerk. Zahlreiche Veränderungen an den Fenster- und Türöffnungen. | 36066271 | BW   |
| Lanze 24 52° 57′ 33″ N, 11° 19′ 47″ O   | Wohn-/Wirtschaftsgebäude           | Vierständer-Fachwerkhaus mit Backsteinausfachung unter Satteldach in Krempziegeldeckung. Wirtschaftsteil teilweise zu Wohnzwecken ausgebaut. Inschrift mit Hinweis auf Brandereignis und Datierung „1802“. | 30876497 | BW   |
| Lanze 27 52° 57′ 33″ N, 11° 19′ 54″ O   | Stall                              | Giebelständiger, ein- bis anderthalbgeschossiger Sichtbacksteinbau unter Satteldach entlang der östlichen Grundstücksgrenze. | 30876269 | BW   |
| Lanze 27 52° 57′ 33″ N, 11° 19′ 53″ O   | Wohn-/Wirtschaftsgebäude           | Eingeschossiger, giebelständiger Fachwerkbau mit Backsteinausfachung unter Krüppelwalmdach. Wohnteil zur Straße orientiert. Dreiachsiges Zwerchhaus unter Satteldach mit Freigespärre in der westlichen Dachhälfte. | 30876326 | BW   |
| Lanze 28 a 52° 57′ 33″ N, 11° 19′ 55″ O | Wohn-/Wirtschaftsgebäude           | Giebelständiges Vierständer-Fachwerkhaus mit Backsteinausfachung, teilweise mit Lehmstakung, unter Satteldach. Inschrift am Dielentorsturz, mit Datierung „ANNO 1802“. | 30876229 | BW   |
| Lanze 29 52° 57′ 33″ N, 11° 19′ 57″ O   | Stall                              | Eingeschossiger Fachwerkbau mit Backsteinausfachung unter Satteldach in Schindeldeckung auf der westlichen Grundstücksgrenze. | 30876170 | BW   |
| Lanze 29 52° 57′ 33″ N, 11° 19′ 57″ O   | Wohn-/Wirtschaftsgebäude           | Giebelständiges Vierständer-Fachwerkhaus mit Backsteinausfachung unter Satteldach. Außenwände im Wohnteil teilweise massiv ersetzt. Inschrift am Kehl- und Hauptbalken des Wirtschaftsgiebels, sowie am Dielentorsturz, mit Datierung „Anno 1841“. | 30876189 | BW   |
| Lanze 30 52° 57′ 32″ N, 11° 19′ 59″ O   | Wohnhaus                           | Zweigeschossiger, traufständiger Sichtbacksteinbau auf Natursteinsockel unter Satteldach, teilunterkellert. Außermittiger Eingang, zweiflügelige Haustür mit Oberlicht und vorgelegten Stufen. Fensterrahmungen mit Natursteinelementen. Verputztes Traufgesims mit Zickzackband. Ladeluke im Obergeschoss an der östlichen Giebelseite, darüber Kranausleger. | 30877490 | BW   |
| Lanze 30 a 52° 57′ 32″ N, 11° 20′ 0″ O  | Stall                              | Eingeschossiger, giebelständiger Sichtbacksteinbau unter ziegelgedecktem Satteldach. Vollständig ausgebaut. | 36068038 | BW   |
| Lanze 37 52° 57′ 32″ N, 11° 20′ 4″ O    | Kirche (Bauwerk)                   | Kirche Lanze, neugotischer Saalbau in Sichtbackstein über rechteckigem Grundriss mit eingezogenem 5/8-Chorschluss und vorgelagertem Westturm. Hauptschiff unter Satteldach in roter Hohlpfannen - deckung, Chor unter polygonal gebrochenem Walmdach in gleicher Deckung, quadratischer Westturm unter achtseitigem Pyramidendach in Schieferdeckung. Sakristeianbau südlich am ersten Chorjoch. Hohe Turmkapelle an der Nordseite des Turms. Bauzeitliche Orgel des Hannoveraner Orgelbauers Folkert Becker. | 30877509 |      |
| Lanze 37 52° 57′ 32″ N, 11° 20′ 3″ O    | Ehrenmal                           | Kriegerdenkmal südwestlich des Kirchturms. Steinerner Sarg mit Soldatenmantel und Helm auf Postament in liegender Quaderform über gestuftem Sockel. Inschrift in Erinnerung an die Gefallenen und Vermissten der beiden Weltkriege auf dem Postament. | 30877572 | BW   |

## Lomitz

### Gruppen baulicher Anlagen in Lomitz
| Lage                         | Bezeichnung          | Beschreibung                                                                           | ID       | Bild |
| ---------------------------- | -------------------- | -------------------------------------------------------------------------------------- | -------- | ---- |
| 52° 56′ 42″ N, 11° 23′ 54″ O | Kapelle mit Kirchhof | In der Ortsmitte gelegene neugotische Kapelle mit umgebendem, eingefriedeten Kirchhof. | 30828646 |      |

### Einzeldenkmal in Lomitz
| Lage                                            | Bezeichnung              | Beschreibung | ID       | Bild           |
| ----------------------------------------------- | ------------------------ | --- | -------- | -------------- |
| Alte Dorfstraße 13 52° 56′ 42″ N, 11° 23′ 54″ O | Kapelle (Bauwerk)        | Neugotischer Saalbau in Sichtbacksteinmauerwerk unter Satteldach in roter Hohlpfannendeckung. Eingezogener Chor mit 5/8-Schluss unter polygonal gebrochenem Satteldach. Dreigeschossiger, quadratischer Westturm unter vierseitigem Pyramidendach in Schieferdeckung.             | 30875810 | Weitere Bilder |
| Alte Dorfstraße 13 52° 56′ 41″ N, 11° 23′ 53″ O | Einfriedung              | Backsteinmauer als Begrenzung des Kirchhofes nach Süden, zur Alten Dorfstraße hin. Quadratische Pfeiler mit flacher, pyramidaler Abdeckplatte; dazwischen 1/2-Stein starke Mauer im Läuferverband. Oberer Abschluss durch nach außen geneigte, geschnittene Rollschicht.          | 36312487 | BW             |
| Im Rundling 7 52° 56′ 46″ N, 11° 23′ 43″ O      | Wohn-/Wirtschaftsgebäude | Giebelständiger Vierständer-Fachwerkbau mit Backsteinausfachung unter Satteldach. Inschrift am Kehl- und Hauptbalken des Wirtschaftsgiebels sowie am Dielentorsturz. | 30875849 | BW             |
| Hauptstraße 7 52° 56′ 39″ N, 11° 23′ 36″ O      | Wohn-/Wirtschaftsgebäude | Vierständer-Fachwerkhaus mit Backsteinausfachung unter Satteldach in Ziegeldeckung, in Ecklage traufständig zur Hauptstraße. Wirtschaftsgiebel mit Gitterfachwerk ohne Diagonalhölzer. Inschrift am Hauptbalken sowie am Dielentorsturz, mit Datierung „Anno 1873“.               | 30875867 | BW             |
| Schulstraße 9 52° 56′ 39″ N, 11° 23′ 44″ O      | Wohn-/Wirtschaftsgebäude | Vierständer-Fachwerkhaus mit Backsteinausfachung unter Halbwalmdach. Wirtschaftsgiebel mit Gitterfachwerk ohne Diagonalhölzer. Inschrift am Hauptbalken des Wirtschaftsgiebels sowie am Dielentorsturz, mit Datierung „Am 1. Mai 1872“.                                           | 30875903 | BW             |
| Schulstraße 11 52° 56′ 39″ N, 11° 23′ 46″ O     | Wohn-/Wirtschaftsgebäude | Giebelständiges Vierständer-Fachwerkhaus mit Backsteinausfachung unter Halbwalmdach. Wirtschaftsgiebel in Gitterfachwerk ohne Diagonalhölzer. Reste von Inschriften an den Stürzen der Mistgangtüren, vermutlich ursprünglich auch Inschriften an Hauptbalken und Dielentorsturz. | 30875607 | BW             |
| Schulstraße 13 52° 56′ 38″ N, 11° 23′ 47″ O     | Wohn-/Wirtschaftsgebäude | Giebelständiges Vierständer-Fachwerkhaus mit Backsteinausfachung unter Halbwalmdach. Wohnteil mit niedrigerem Erd- und darüberliegendem Drempelgeschoss. Inschrift am Hauptbalken des Wirtschaftsgiebels sowie am Dielentorsturz, mit Datierung „Anno 1872“.                      | 30875938 | BW             |

## Wirl

### Einzeldenkmal in Wirl
| Lage                                | Bezeichnung              | Beschreibung | ID       | Bild |
| ----------------------------------- | ------------------------ | --- | -------- | ---- |
| Wirl 1 52° 57′ 34″ N, 11° 27′ 49″ O | Wohn-/Wirtschaftsgebäude | Zweiständer-Fachwerkhaus mit Backsteinausfachung unter Halbwalmdach in Reetdeckung. 1725 errichtet, ursprünglich landwirtschaftliche Nutzung vor Anlage des Forstes. | 30875518 | BW   |
| Wirl 2 52° 57′ 38″ N, 11° 27′ 52″ O | Wohn-/Wirtschaftsgebäude | Langgestreckter, eingeschossiger Fachwerkbau mit Backsteinausfachung unter Satteldach in Reetdeckung mit einseitigem Halbwalm im Westen. Ostgiebel verbrettert. Kübbungsähnlicher Anbau unter herabgezogenem Dach im westlichen Teil der südlichen Traufseite. Am 19. März 2024 wurde das Gebäude (einschließlich Nebengebäude) bei einem Großbrand zerstört. | 30875625 | BW   |
| Wirl 7 52° 57′ 37″ N, 11° 28′ 7″ O  | Wohn-/Wirtschaftsgebäude | Dreiständer-Fachwerkhaus mit Backsteinausfachung unter Satteldach mit einseitigem Halbwalm am Wohnende. Kübbung im Norden. | 30875535 | BW   |

### Ehemaliges Denkmal in Wirl
| Lage                                        | Bezeichnung    | Beschreibung | ID | Bild |
| ------------------------------------------- | -------------- | ------------ | -- | ---- |
| Kastanienallee 52° 57′ 36″ N, 11° 27′ 58″ O | Verbindungsweg |              |    | BW   |